# Cynanchum pietrangelii
Cynanchum pietrangelii är en oleanderväxtart som beskrevs av G. Morillo. Cynanchum pietrangelii ingår i släktet Cynanchum och familjen oleanderväxter. Inga underarter finns listade i Catalogue of Life.